# Gram Herred

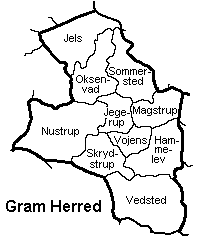
Gram Herred

Gram Herred was een herred in het voormalige Haderslev Amt in Denemarken. Voor 1920 was het een deel van het hertogdom Sleeswijk. In 1970 werd het gebied deel van de nieuwe provincie Zuid-Jutland.

## Parochies
Gram was verdeeld in tien parochies.
- Hammelev
- Jegerup
- Jels
- Maugstrup
- Nustrup
- Oksenvad
- Skrydstrup
- Sommersted
- Vedsted
- Vojens